# Kayak (groupe)
Pour les articles homonymes, voir Kayak (homonymie).
Kayak est un groupe néerlandais de rock progressif, originaire de Hilversum. Il est formé et dirigé par le claviériste Ton Scherpenzeel, et est durant les années 1970 une figure marquante de l'Eurock, le rock progressif d'Europe continentale.
On lui doit plusieurs albums représentatifs de ce style See See the Sun, Kayak II, Royal Bed Bouncer et The Last Encore, sans oublier le concept-album Merlin sorti en 1981 après une parenthèse plus pop de trois ans.
Le percussionniste Max Werner est le chanteur principal sur les cinq premiers albums mais, lassé de sa propre voix, il renonce au chant en 1978 pour se consacrer uniquement à la batterie et aux percussions sur les quatre albums suivants et est remplacé comme chanteur principal par Edward Reekers à partir de 1978.

## Biographie

### Formation et débuts (1972–1977)

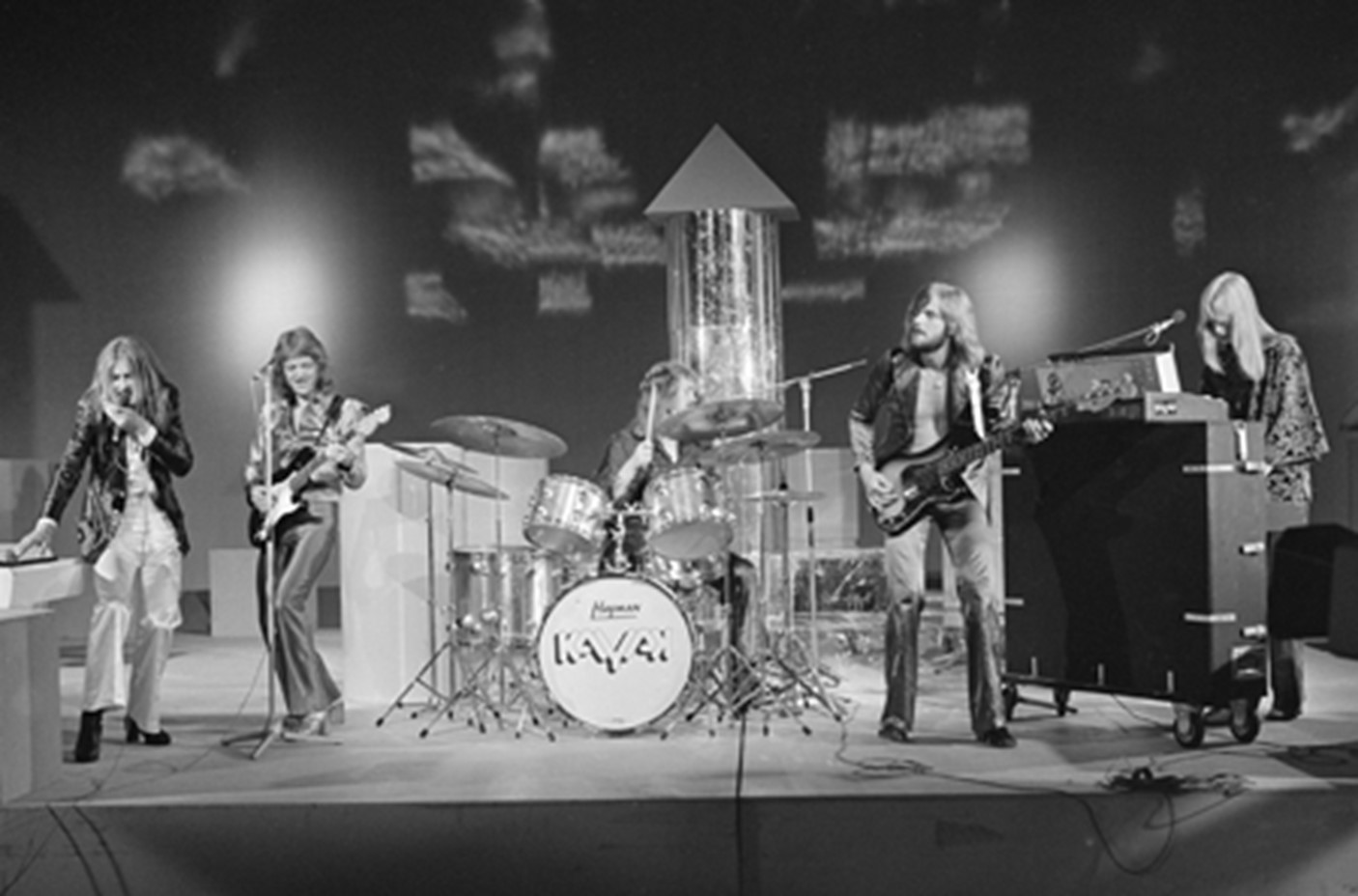
Kayak sur la scène de l'émission de télévision néerlandaise TopPop en août 1974.
De gauche à droite : Max Werner, Johan Slager, Pim Koopman, Bert Veldkamp et Ton Scherpenzeel.

Le groupe est formé en septembre 1972, à Hilversum, par le claviériste et bassiste Ton Scherpenzeel et par le batteur et guitariste Pim Koopman, qui avaient déjà joué ensemble dans plusieurs groupes locaux comme Balderdash (1967) et High Tide Formation (1970) avec le guitariste Johan Slager,,,.
Ton Scherpenzeel et Pim Koopman avaient étudié respectivement la double basse et les percussions à l'académie de musique de Hilversum,. Il s'adjoignent, pour le chant, les services de Max Werner dont ils avaient fait la connaissance durant leurs études, ainsi que ceux de Johan Slager à la guitare. Le bassiste Cees van Leeuwen rejoint ensuite le trio et Ton Scherpenzeel passe de la basse aux claviers. Avec l'aide de son manager Frits Hirschland, le groupe signe alors un contrat avec EMI Bovema aux Pays-Bas.
Dès ses débuts, le groupe s'inscrit dans le style du rock progressif : des comparaisons sont faites à l'époque avec Yes, Genesis, King Crimson et Gentle Giant. La formation musicale académique de Scherpenzeel et Koopman transparaît dans leurs compositions, dans lesquelles ils utilisent des arrangements complexes tout en restant attentifs à la mélodie. Après l'enregistrement du deuxième album (Kayak II) en 1974, le bassiste Cees van Leeuwen quitte le groupe pour être remplacé par Bert Veldkamp,. 
En 1975, le groupe signe un contrat avec le label discographique américain Janus, sur lequel paraît le troisième album Royal Bed Bouncer. Alors que Ton Scherpenzeel et Pim Koopman avaient contribué de manière égale à la composition des deux premiers albums, Royal Bed Bouncer est surtout l'œuvre de Scherpenzeel. 
En 1976, le groupe signe avec le label Phonogram pour l'album The Last Encore, pour lequel Pim Koopman est de retour à la composition, aux côtés de Ton Scherpenzeel. Cet album est le premier que Kayak enregistre hors des Pays-Bas, lors d'une session d'enregistrement de six semaines à Bruxelles en Belgique. Espérant un succès commercial, Phonogram engage des moyens importants dans cet album, comme un orchestre et des musiciens de studio supplémentaires, mais l'album se vend très mal. Mais, à cette époque, Pim Koopman montre des talents de producteur en plus de ses talents de musicien et il quitte le groupe après s'être vu offrir un contrat en tant que producteur,,. Son départ est suivi de peu par celui du bassiste Bert Veldkamp, le groupe perdant ainsi en l'espace de deux mois non seulement un de ses deux compositeurs mais également sa section rythmique complète.
1977 est une année de transition pour Kayak, qui voit arriver une nouveau bassiste (Theo de Jong) et un nouveau batteur (Charles Louis Schouten). Le groupe s'oriente alors, avec l'album Starlight Dancer, vers une musique plus pop. Kayak est élu « Most Promising Band of the Year » par la revue musicale américaine Record World mais des différends musicaux mènent au départ des deux nouveaux musiciens et amènent le groupe au bord de l'éclatement,.

### Edward Reekers frontman (1978–1982)
À la fin de l'année 1977, Max Werner, qui avait toujours préféré la batterie mais s'était trouvé piégé dans le rôle de chanteur principal à cause de la qualité de sa voix, profite du départ du batteur pour faire savoir aux autres membres du groupe qu'il désire quitter le devant de la scène et endosser le rôle de batteur. Edward Reekers devient le nouveau chanteur tandis que Peter Scherpenzeel, le frère de Ton, passe du rôle d'éclairagiste à celui de bassiste et que le groupe engage deux vocalistes : Irene Linders (la femme de Ton) et Katherine Lapthorn,. C'est cette formation qui atteint enfin le succès commercial avec l'album Phantom of the Night (1979) et son single Ruthless Queen qui atteint la quatrième place dans le classement néerlandais et constitue le seul véritable hit du groupe. 
Espérant enfin percer au niveau international, le groupe enregistre l'album Periscope Life (1980) à Los Angeles mais le succès n'est pas au rendez-vous et le groupe retourne vers ses racines, le rock progressif et le rock symphonique, et produit l'album Merlin en 1981, dont une moitié est consacrée à la légende de Merlin l'enchanteur et qui est considéré comme sa meilleure réalisation avec Royal Bed Bouncer,. Mais des chiffres de vente décevants et des problèmes financiers mènent à l'effondrement du groupe en 1982, sans avis de séparation officiel.

### Traversée du désert (1982–1998)
Entre 1982 et 1998, Kayak connaît une longue traversée du désert, marquée seulement par l'apparition du groupe en 1997 lors d'un programme TV appelé Classic Albums, centré sur l'album Royal Bed Bouncer et réunissant la formation qui avait fait cet album en 1975.

### Deuxième phase (depuis 1999)
Kayak se reforme en novembre 1999 à l'occasion d'un show télévisé appelé De Vrienden van Amstel Live (les amis d'Amsterdam en concert) à l'invitation d'un groupe néerlandais appelé De Kast, fan de Kayak depuis longtemps. Ton Scherpenzeel, Max Werner, Bert Veldkamp et Johan Slager participent à ce concert aux côtés de De Kast, mais sans Pim Koopman qui vit alors partiellement en Irlande et est remplacé pour l'occasion par Marc Stoop. Le groupe connaît ensuite une seconde carrière qui produira 5 albums studio et 3 albums en concert, qui s'ajoutent aux 9 albums de sa première carrière.
Cette deuxième carrière commence avec l'album Close To The Fire sorti en 2000, avec Ton Scherpenzeel, Max Werner, Bert Veldkamp et Pim Koopman mais sans Johan Slager, remplacé par un nouveau guitariste, Rob Winter. Sur cet album, le chant est à nouveau assuré par Max Werner, qui avait été le chanteur du groupe entre 1972 et 1977 mais Kayak voit arriver à cette époque un deuxième chanteur principal, Bert Heerink, ce qui permet à Max Werner de se consacrer plus aux percussions durant les concerts.
En 2000, Max Werner doit quitter le groupe pour raisons de santé : son rôle de chanteur est repris intégralement par Bert Heerink, et le groupe voit arriver peu après un deuxième guitariste, Rob Vunderink, qui avait joué dans d'autres groupes avec Pim Koopman. Après la création du rock opéra Merlin - Bard of the Unseen en 2003, Kayak se lance dans la création d'un second rock opera, Nostradamus- The Fate of Man, pour lequel Edward Reekers revient au chant. Bert Veldkamp quitte le groupe à cette époque.
Pim Koopman décède d'une crise cardiaque le 23 novembre 2009 à l'âge de 56 ans,,,, au beau milieu de la tournée Letters From Utopia : un concert en son hommage est donné un an plus tard au Amsterdam Paradiso hall, durant lequel Kayak joue avec des artistes avec qui Pim Koopman avait travaillé dans le passé en tant que producteur ou compositeur, comme Pussycat, Diesel, The President, Jose et Caren Maywood.

## Relations avec Earth and Fire
Les relations entre les deux grands groupes d'Eurock néerlandais Kayak et Earth and Fire ont été nombreuses mais toujours à sens unique.
En 1977, près de la moitié du groupe Kayak collabore à l'album Reality Fills Fantasy d'Earth and Fire : Ton Scherpenzeel y joue de l'accordéon alors que Max Werner, Johan Slager et Edward Reekers y chantent comme choristes (backing vocals). Johan Slager est guitariste d'Earth and Fire en 1979. Ton Scherpenzeel devient producteur et membre occasionnel d'Earth and Fire en 1987.

## Membres
- Chant
  - Max Werner (1972-1978)
  - Edward Reekers (1978-1982)
- Claviers
  - Ton Scherpenzeel, claviers, chant, accordéon, basse (1972-1982)
  - Max Werner, mellotron (1972-1982)
- Guitare
  - Johan Slager, guitares, banjo, luth, chant (1972-1982)
- Guitare basse
  - Cees van Leeuwen, basse, harmonica (1972-1975)
  - Bert Veldkamp, basse, contrebasse, chant, saxophone (1975-1976)
  - Theo de Jong, basse (1977)
  - Peter Scherpenzeel, basse, flûte (1978-1982)
- Batterie
  - Pim Koopman, batterie, piano, chant (1972-1976)
  - Charles Louis Schouten, batterie (1977)
  - Max Werner (1978-1982)
- Percussions
  - Max Werner (1972-1977)
- Vocaux additionnels
  - Irene Lenders (1978-1982)
  - Katherine Lapthorn (1978-1982)

## Discographie

### Albums studio
- 1973 : See See the Sun
- 1974 : Kayak II
- 1975 : Royal Bed Bouncer
- 1976 : The Last Encore
- 1977 : Starlight Dancer
- 1978 : Phantom of the Night
- 1980 : Periscope Life
- 1981 : Merlin
- 1981 : Eyewitness
- 2000 : Close to the Fire
- 2001 : Night Vision
- 2003 : Merlin - Bard of the Unseen
- 2005 : Nostradamus - the Fate of Man
- 2008 : Coming Up for Air
- 2009 : Letters from Utopia
- 2011 : Anywhere but Here
- 2013 : Cleopatra - the Crown of Isis
- 2018 : Seventeen
- 2021 : Out Of This World

### Albums live
- 2001 : Chance for a Livetime
- 2007 : Kayakoustic
- 2008 : The Anniversary Concert
- 2008 : The Anniversary Box